# Empire City: 1931
Empire City: 1931 ist ein First-Person-Shoot’-em-up, das 1986 von Seibu Kaihatsu entwickelt und später an Taito lizenziert wurde. In Deutschland wurde das Spiel aus Lizenzgründen Street Fight genannt. Ziel dieses Arcade-Spiels, das während der Prohibition in New York spielt, ist es, die Stadt von Gangstern zu befreien, die hauptsächlich in einer Fensterfront erscheinen.

## Beschreibung
Der Spieler steuert ein Fadenkreuz über den in alle Richtungen scrollbaren Bildschirm und muss die Gangster finden und erschießen. Gelegentlich ertönen Schreie von Frauen, die von ihnen entführt werden. Diese, sich unmittelbar bei einem Gangster befindlichen Damen, dürfen nicht getroffen werden. Oft ist es schwierig, die Gangster, die meist hinter den Fenstern erscheinen, zu finden. Die ganzen Häuserfronten müssen abgesucht werden. Ein sich bewegender Vorhang deutet auf eine erfolgreiche Suche hin. Aber auch unten auf der Straße sind die Gegner zu finden.
Der Spieler darf nicht von ihnen getroffen werden und kann eine Abwehrtaste drücken. Allerdings wird dadurch fast der gesamte Bildschirm von einer Grafik der Spielerfigur verdeckt sowie das Scrolling in die Gegenrichtung verschoben. Eine Sprechblase mit einer Zahl (anfangs meist 5, abwärtszählend) zeigt die Dauer an, bei der die Abwehrtaste spätestens gedrückt werden muss. Außerdem gibt es nur eine begrenzte Anzahl von Munition.
Im späteren Verlauf wechselt die Farbgrafik in eine dunkelblaue Grafik (Nacht).
Am Ende jeden Levels muss ein dicker Boss, der auf der Straße steht, getroffen werden.

## Nachfolger
- Dead Angle (1988, Arcade)

## Portierungen
alle Portierungen von Infogrames
- Nintendo Entertainment System (1987)
- Amstrad CPC als Prohibition (1987) (2 Versionen)
- Atari ST als Prohibition (1987)
- Commodore 64 als Prohibition (1987)
- ZX Spectrum als Prohibition (1987)
- PC-DOS als Prohibition

## Ähnliche Spiele
Es gibt zahlreiche ähnliche Spiele des Genres Shoot with a Sight. Beispielsweise:
- Crossfire (Commodore 64, 1989)
- Vendetta (Bratpack) (Commodore 64, 1988)
- Gangster (Commodore 128, 1995)
- Gun City
- Police Academy 2 (MSX, 1987)